# Мыннийыкы
Мыннийыкы или Мынныыйыкы — река в Восточной Сибири, приток реки Лена. Протекает по территории Кобяйского улуса Республики Саха.
Протяжённость реки составляет 102 км. Питание реки происходит в основном за счёт таяния снега и летних дождей. Замерзает в октябре, вскрывается в мае. Характерны летние дождевые паводки. Вытекает из озёр Муосаны и впадает в реку Лена слева (через её протоку Кюнгкябир) на расстоянии 1086 км от её устья.

## Данные водного реестра
По данным государственного водного реестра России и геоинформационной системы водохозяйственного районирования территории РФ, подготовленной Федеральным агентством водных ресурсов:
- Бассейновый округ — Ленский
- Речной бассейн — Лена
- Речной подбассейн — Лена ниже впадения Вилюя до устья
- Водохозяйственный участок — Лена от впадения Вилюя до водного поста ГМС Джарджан